# Cerviniopsis inermis
Cerviniopsis inermis är en kräftdjursart som beskrevs av Smirnov 1946. Cerviniopsis inermis ingår i släktet Cerviniopsis och familjen Cerviniidae. Inga underarter finns listade i Catalogue of Life.